# 슌도르본

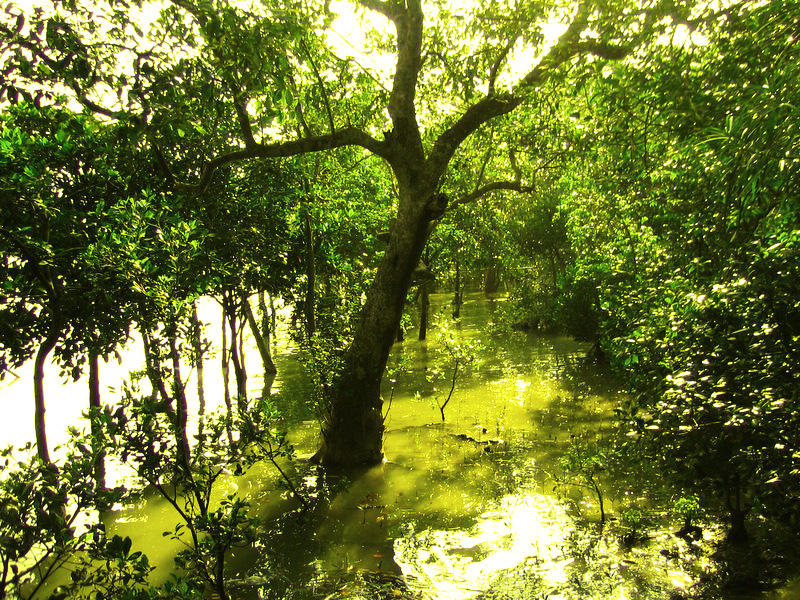
슌도르본

슌도르본(সুন্দরবন Shundorbôn, ‘아름다운 숲’이라는 뜻)은 방글라데시 남서부, 갠지스강 하구에 있는 맹그로브 숲이다.
유네스코 세계유산으로 지정되어 있다.